# Assedio di Malacca (1568)
L'assedio di Malacca fu il primo di tali assedi (ne sarebbero seguiti un secondo nel 1606 e un terzo nel 1629), e accadde nel 1568 quando Alauddin al-Kahar, il Sultano di Aceh, attaccò la città di Malacca, che si trovava in possesso dei portoghesi a partire dal 1511 in merito ad Alfonso de Albuquerque.
L'offensiva fu il risultato della guerra della Lega delle Indie e quindi di un'alleanza pan-islamica volta ad espellere i portoghesi da Malacca e dalle coste indiane. L'alleanza fu anche sostenuta dagli ottomani, che diedero loro dei soldati armati di cannoni in miniatura, ma questi furono l'unico sostegno che diedero loro in quanto erano impegnati a invadere l'isola di Cipro e a sopprimere la rivolta di Aden. A ogni modo, tali soldati armati di cannoni si unirono all'esercito del Sultano di Aceh, composto da una grande flotta di trecento navi simili a lunghe galee, 15 000 truppe, almeno duecento cannoni e anche vari mercenari turchi.
La città di Malacca fu difesa con successo dal Dom Leonis Pereira, che fu sostenuto dal re di Johore. Questo non sarebbe stato l'ultimo attacco contro Malacca, in quanto gli acehnesi avrebbero continuato negli anni a seguire, soprattutto nel 1570. Tra l'altro, l'offensiva indebolì l'impero portoghese: dopo il 1570, il Sultano delle Molucche riuscì a respingere i portoghesi dal suo reame.